# Джексон, Виктория
Викто́рия Энн Дже́ксон (англ. Victoria Anne Jackson; род. 2 августа 1959, Майами, Флорида) — американская актриса

, комедиантка, певица, сценарист, кинопродюсер, телепродюсер и писательница.

## Ранние годы
Виктория Энн Джексон родилась 2 августа 1959 года в Майами, штат Флорида, США, в семье тренера по гимнастике Джеймса МакКаслина (1928—2016) и Марлин Эстер (в девичестве Блэкстад) Джексон. С пяти до восемнадцати лет отец Джексон тренировал её по гимнастике.
После окончания средней школы, Джексон поступила в Библейский колледж Флориды в Голливуде, штат Флорида, а затем перевелась в Университет Фурмана в Гринвилле, штат Южная Каролина, получив стипендию по гимнастике. В университете она сыграла свою первую роль в пьесе. В 1979 году Джексон перевелась в Обернский университет на последний год обучения, изменив свою специальность на театр, но в середине учебного года ушла из университета, чтобы заняться актёрской карьерой. В 2000-е годы Джексон получила степень в области театра в Университете Палм-Бич-Атлантик, а в 2021 году — степень магистра в области кино в Университете Липскомба.

## Карьера
Во время летних театральных постановок в Алабаме, Джексон познакомилась с актёром Джонни Кроуфордом, который пригласил её участвовать в своём номере в ночном клубе. Она переехала в Лос-Анджелес в 1981 году, где работала продавщицей сигарет, машинисткой в Американском онкологическом обществе и официанткой в отеле для престарелых «The Kipling», два года выступала в стендапе. Её первым большим прорывом стало появление на «Вечернем шоу Джонни Карсона», где она читала стихи, делая стойку на руках.
После роли в недолговечном телесериале «Полу-Нельсон» (1985), Джексон успешно прошла прослушивание в актёрский состав вечернего скетч-шоу «Saturday Night Live» и была его постоянным участником с 1986 по 1992 год. За время работы в шоу она также снялась в ряде фильмов, среди которых «Бэби-бум» (1987), «Специалист по съёму» (1987), «Психодром» (1988), «Просто секс?» (1988), «Семейный бизнес» (1989), «Ультравысокая частота» (1989) и «Я люблю тебя до смерти» (1990).

## Личная жизнь
С 1984 по 1990 год Джексон была замужем за фокусником и композитором Нисаном Марком Эвентоффем. У бывших супругов есть дочь — Скарлет Эвентофф (род. пр. март 1986).
С 4 сентября 1992 года Джексон замужем за ныне отставным офицером полиции отряда «SWAT» в Майами-Дейд Полом Уэсселом. У супругов есть дочь — Обри Уэссел (род. 1994). После выхода Уэссела на пенсию в 2012 году, супруги переехали в Нашвилл, штат Теннесси, где живут их дети и внуки.

### Болезнь
5 января 2016 года Джексон сообщила на своём официальном сайте, что она проходит лечение от рака молочной железы 3А стадии, диагностированного ей в октябре прошлого года после беспрерывного кашля. Она перенесла двойную мастэктомию и несколько курсов химиотерапии, после чего болезнь отступила.
14 августа 2024 года Джексон объявила в серии видеороликов, что у неё была обнаружена неоперабельная опухоль на трахее, которая, в конечном итоге, «задушит» её. По словам Джексон, она принимает лекарство, которое содержит рибоциклиб — тип блокатора роста рака, что позволит ей прожить ещё до 34-х месяцев.

## Избранная фильмография
| Год       |   | Русское название       | Оригинальное название | Роль          |
| --------- | - | ---------------------- | --------------------- | ------------- |
| 1985      | с | Полу-Нельсон           | Half Nelson           | Энни О’Хара   |
| 1986—1992 | с | Saturday Night Live    | Saturday Night Live   | разные        |
| 1987      | ф | Бэби-бум               | Baby Boom             | Ив            |
| 1987      | ф | Специалист по съёму    | The Pick-up Artist    | Лулу          |
| 1988      | ф | Психодром              | The Couch Trip        | Робин         |
| 1988      | ф | Просто секс?           | Casual Sex?           | Мелисса       |
| 1989      | ф | Ультравысокая частота  | UHF                   | Тери Кэмпбелл |
| 1989      | ф | Семейный бизнес        | Family Business       | Кристин       |
| 1990      | ф | Я люблю тебя до смерти | I Love You to Death   | Лейси         |